# دوست‌محمد کوشوانی هروی
دوست محمد نویسنده، خوشنویس، نقاش و منتقد هنری ایرانی در قرن دهم هجری (شانزدهم میلادی) است. او اهل کوشوان از روستاهای اطراف هرات بود؛ نستعلیق را خوب می‌نوشت، از صحافی سررشته داشت و در شعر و عروض و معما مهارت داشت و «گامی» تخلص می‌کرد. دوست محمد از خوشنویسان کتابخانه شاه طهماسب بود.
او به فرمان ابوالفتح بهرام میرزا یکی از شاهزادگان صفوی، آلبوم یا مرقعی را در سال ۱۵۴۴م/۹۵۱ ه‍.ق از مجموعه آثار خوشنویسی و نقاشی بجای مانده از گذشتگان فراهم کرد که مقدمه‌ای هم در باره استادان گذشته این هنرها در آن آورده شده‌است. در این مقدمه آنچه که مربوط به قبل از زمان سلطان ابوسعید نوشته شده حالت افسانه دارد اما پس از آن زمان، داستان‌ها به هم مرتبط شده و متقاعد کننده می‌نماید. این مرقع اکنون در موزه کتابخانه توپ‌کاپی سرای در استانبول نگهداری می‌شود. نوشته‌های دوست محمد در این مقدمه نشان می‌دهد که خاندان جلایر از نظر حمایت از هنر کتاب‌آرایی در قرن هشتم هجری جانشین خوبی برای ایلخانیان بودند.
در موزه قرآن آستان قدس رضوی نسخه‌ای به خط این خوشنویس وجود دارد که به قرآن پنج تفسیره معروف است. در تمام صفحات این قرآن، در قسمت وسط، قرآن و ترجمه فارسی و در اطراف آن، پنج تفسیر وجود دارد. تفسیر کاشفی (حسینی یا واعظی هم می‌گویند) از تفاسیر شیعه و تفاسیر کشاف، جلالین، بیضاوی و مدارک از تفاسیر اهل سنت هستند.